# Опыт (бомбардирский корабль)
«Опыт» — бомбардирский корабль, затем транспорт Черноморского флота Российской империи, участник русско-турецкой войны 1828—1829 годов. Судно находилось в составе флота с 1824 по 1842 год, совершало плавания в акватории Азовского и Чёрного морей, использовалось в качестве транспортного, крейсерского, брандвахтенного и бомбардирского судна, в качестве последнего принимало активное участие в русско-турецкой войне 1828—1829 годов, в том числе в бомбардировках Анапы, Варны, Мессемврии и Инады. По окончании службы в российском флоте судно было разобрано.

## Описание судна
Парусное судно с деревянным корпусом водоизмещением 168 тонн. Длина судна составляла 22 метра, ширина — 6,7 метра, а осадка — 5,8 метра. Артиллерийское вооружение бомбардирского корабля состояло из 10 орудий, однако при переоборудовании в транспорт все тяжелое вооружение с него было снято и остались только 7 лёгких пушек.
Был одним из шести парусных и парусно-гребных судов Российского императорского флота, носивших это наименование. В составе Балтийского флота также несли службу одноимённые парусные шхуны 1819 и 1847 годов постройки и парусный катер 1806 года постройки, в составе Черноморского флота — одноимённая парусная шхуна 1852 года постройки, а в составе Каспийской флотилии — одноимённая парусная шхуна 1843 года постройки.

## История службы
Парусное судно «Опыт» было заложено на стапеле Николаевского адмиралтейства 8 (20) ноября 1824 года и после спуска на воду 14 (26) августа 1825 года предназначалось для включения в состав Черноморского флота России в качестве транспорта, однако по предложению вице-адмирала А. С. Грейга в том же году было переоборудовано в бомбардирский корабль. Строительство вёл корабельный мастер 6 класса И. С. Разумов. В кампанию 1827 года корабль использовался для доставки провианта в черноморские порты.
Бомбардирский корабль принимал участие в русско-турецкой войне 1828—1829 годов. 21 апреля (3 мая) 1828 года в составе эскадры кораблей Черноморского флота под общим командованием вице-адмирала А. С. Грейга вышел из Севастопольской бухты и 2 (14) мая прибыл в район Анапы. 7 (19) мая вместе с другими судами эскадры подошёл к крепости и присоединился к её ежедневным бомбардировкам, пока 12 (24) июня крепость не капитулировала. После чего 18 (30) июня корабль в составе отряда судов ушёл от Анапы в Севастополь. 9 (21) июля вновь покинул Севастополь в составе отряда судов, который присоединился к эскадре, шедшей от Анапы к Коварне. 13 (25) июля 1828 года эскадра прибыла к Коварне, после чего 22 июля (3 августа) перешла к Варне, где «Опыт» с 26 июля (7 августа) по 29 сентября (11 октября) принимал участие в бомбардировках береговых укреплений до полной капитуляции крепости. После чего 2 (14) октября в составе отряда вновь ушёл в Севастополь. В кампанию этого года командир корабля лейтенант Г. В. Петров за взятие Анапы был награждён орденом Святого Владимира IV степени с бантом.
12 (24) апреля 1829 года корабль в составе эскадры под командованием адмирала А. С. Грейга вышел из Севастополя в Сизополь, куда вместе с другими судами эскадры прибыл 19 апреля (1 мая) и где находился до начала июля того же года. 8 (20) июля вместе с другими кораблями эскадры А. С. Грейга перешёл к Мессемврии, на следующий день 9 (21) июля присоединился к бомбардировке её укреплений и ещё через день 10 (22) июля крепость капитулировала. После капитуляции Мессемврии «Опыт» в составе эскадры совершил плавания к Бургасу и Агатополю, а 7 (19) августа в составе отряда под командованием капитан-лейтенанта К. Н. Баскакова бомбардировал крепость Инада, обеспечив тем самым высадку на остров десанта русских войск, который после штурма захватил крепость. До 17 (29) сентября корабль нёс брандвахтенную службу у Инады, после чего перешёл в Сизополь, откуда 17 (29) октября вернулся в Севастополь в составе эскадры. В кампанию этого года кораблём последовательно командовали 2 офицера — лейтенанты Н. А. Власьев и А. В. Чигирь, при этом первый за взятие Мессемврии был награждён орденом Святого Владимира IV степени с бантом, а второй за участие в штурме Инады награждён золотой саблей с надписью: «За храбрость».
В 1830 году совершал крейсерские плавания у абхазских берегов. В кампанию 1831 года с бомбардирского корабля было снято тяжёлое вооружение и он был переоборудован в транспорт. В кампании с 1831 по 1833 год транспорт совершал плавания в Азовском и Чёрном морях, а также между их портами. В 1834 года также находился в плаваниях между портами тех же морей. 
В кампании 1835 и 1836 годов принимал участие в плаваниях вдоль абхазского побережья и между черноморскими портами, а в 1837 году ходил между Севастополем и Николаевым. В кампании с 1838 по 1840 год транспорт также находился в плаваниях между портами Азовского и Чёрного морей. По окончании службы в 1842 году транспортное судно «Опыт» было разобрано.

## Командиры шхуны
Командирами парусного бомбардирского корабля, а затем транспорта «Опыт» в составе Российского императорского флота в разное время служили:
- лейтенант Г. В. Петров (1827—1828 годы)[20];
- лейтенант Н. А. Власьев (до 17 (29) июля 1829 года)[21];
- лейтенант А. В. Чигирь (с 17 (29) июля 1829 года)[22];
- лейтенант М. П. Панютин (1830 год)[23];
- лейтенант М. М. Большев (1831—1833 годы)[15];
- лейтенант В. Д. Примо (1834 год)[16];
- капитан-лейтенант Е. А. Соколов (1835—1836 годы)[24];
- лейтенант В. И. Барановский (1837 год)[25].